# Claude Laydu
Claude Laydu (Etterbeek, 10 marzo 1927 – Massy, 29 luglio 2011) è stato un attore belga.

## Filmografia
- Le Voyage en Amérique, regia di Henri Lavorel (1951)
- Il diario di un curato di campagna (Journal d'un curé de campagne), regia di Robert Bresson (1951)
- La tentatrice della Casbah (Au cœur de la Casbah), regia di Pierre Cardinal (1952)
- Siamo tutti assassini (Nous sommes tous des assassins), regia di André Cayatte (1952)
- Le Chemin de Damas, regia di Max Glass (1952)
- La guerra di Dio (La guerra de Dios), regia di Rafael Gil (1953)
- Una signora per bene (Le Bon Dieu sans confession), regia di Claude Autant-Lara (1953)
- La Route Napoléon, regia di Jean Delannoy (1953)
- Rasputin (Raspoutine), regia di Georges Combret (1954)
- Attila, regia di Pietro Francisci (1954)
- Aggressione armata (Interdit de séjour), regia di Maurice de Canonge (1954)
- Sinfonia d'amore, regia di Glauco Pellegrini (1954)
- Altair, regia di Leonardo De Mitri (1956)
- La ruota (La Roue), regia di André Haguet e Maurice Delbez (1957)
- I dialoghi delle Carmelitane (Le Dialogue des Carmélites), regia di Philippe Agostini e Raymond Léopold Bruckberger (1960)
- Italienisches capriccio, regia di Glauco Pellegrini (1961)
- Mafia alla sbarra, regia di Oreste Palella (1963)

## Doppiatori italiani
Nelle versioni in italiano delle opere in cui ha recitato, è stato doppiato da:
- Gianfranco Bellini in Il diario di un curato di campagna, Altair
- Stefano Sibaldi in Attila